# 麥斯·洛克坦斯基
麥斯·洛克坦斯基（英語：Max Rockatansky）又稱作瘋狂麥斯（英語：MAD MAX），是一位登場於喬治·米勒的「瘋狂麥斯系列」中的虛構反英雄人物，同時為該作的主角。由梅爾·吉勃遜飾演。他主要出現在《迷霧追魂手》（Mad Max）、續集《衝鋒飛車隊》（Mad Max 2: The Road Warrior）與《衝鋒飛車隊續集》（Mad Max Beyond Thunderdome），而第四部《瘋狂麥斯：憤怒道》（Mad Max：Fury Road）由湯姆·哈迪飾演麥斯，第五部《芙莉歐莎：瘋狂麥斯傳奇篇章》（Furiosa: A Mad Max Saga）由雅各·托穆里客串。

## 角色
麥斯·洛克坦斯基，初登場是一位澳大利亞公路巡警組織主力巡警隊（MFP）的巡警。在《迷霧追魂手》中，23歲，而在續集《衝鋒飛車隊》時28歲，最後在《衝鋒飛車隊續集》中43歲。在第一部時他離開文明社會時，仍然穿著主力巡警隊的黑色皮革制服，最終成為《衝鋒飛車隊》一系列中的「戰鎧」，但隨著續集作品這件「戰鎧」也逐漸破損、撕裂。
麥斯在第一集《迷霧追魂手》中有一個家庭，分別有妻子潔西和兒子史波哥，而麥斯是一名巡警，在「主力巡警隊」（MFP）任職，經常和同事們一同追捕公路上的違法者，直到他的妻小遭主力巡警隊正在追捕的「暗夜騎士」同夥的一行人，由托卡特、巴布為首的飛車黨所殺害，趕到現場的麥斯痛不欲生，便辭去身為巡警的工作，將與這群逍遙法外的飛車份子展開復仇。
自與系列第二集開始的文明崩壞世界連接之後，麥斯的性格被詮釋為一名自私、狡猾但仍保有人性與善念的獨行俠，較之傳統路見不平、除暴安良的英雄人物，麥斯的行動往往是以利己與獨善其身為出發點，然而系列電影卻時常讓他在陷入絕境與失敗之時與亟待救助的弱者綁在一起，但也正是在這些權宜或非自願性的合作關係中，麥斯身上將閃耀出堅毅與捨己為人的光輝。
在湯姆·哈迪主演的第四部《憤怒道》中，麥斯改以低沉的聲音說話，並時常被一名不知名的小女孩的心魔纏身。

## 座駕
麥斯最明顯的技能就是一名好鬥的駕駛，在《衝鋒飛車隊》系列中，他在主力巡警隊（MFP）中被稱作「最強的攔截者」巡警，無論是否前方有高速駕駛的車子或擾亂道路的人，他仍然在荒郊中可以輕鬆超越對手與逃避飛車份子的追殺。麥斯也顯示他對車輛的了解與結構，能夠透過小修補來修復機械與電子產品的能力。
他的車輛最初在《衝鋒飛車隊》的主力巡警隊（MFP）任職時，駕駛著一輛警用黃色雙門「獵鷹追擊者」，後車廂上印有「INTERCEPTOR」白色字樣，登場時並將同事們正在追捕的「暗夜騎士」克勞福德·蒙薩諾擊敗。
由於同事古斯的死亡使麥斯受到打擊、害怕，並有離職的打算，警長「菲菲」讓麥斯暫時長期休假，休假期間的家庭座駕車為一輛黃色霍頓桑德曼 HJ 廂型車，但不巧遇上托卡特幫的車手給破壞引擎損壞故障。失去妻小前，警署曾經讓車輛修理工介紹一輛擁有V8汽缸的黑色「V8攔截者」，作為麥斯的全新座駕，之後麥斯開始駕駛著V8攔截者並對「斷指老大」托卡特為首的飛車黨們展開復仇。
在第二部繼續使用前作的「V8攔截者」，但離開煉油廠時，遭已埋伏在煉油廠外的猛格族維茲使用一氧化二氮加速追上並將V8攔截者給破壞掉，此時維茲的手下即將出手攻擊麥斯時，在一旁重傷的麥斯使用安裝在V8攔截者上的定時炸彈而使V8攔截者和敵人同歸於盡而摧毀。
第三部只有一輛基於皮卡配備與防滾架設計的車輛，並在需要時用駱駝拉的馬車，但不久就後遭到「強盜父子檔」傑迪戴亞搶奪而遺失。
在第四部《憤怒道》中，麥斯有著一輛外觀酷似「V8攔截者」（The V-8 Interceptors）的福特雙門獵鷹「XB攔截者」（The X-B Interceptor），該車他是於前傳漫畫拼裝而出，初登場時，遭到不死老喬的追隨者戰爭男孩們「捕獲」，帶回基地改裝、拆卸。直到最後一場戰鬥出現時，已由戰爭男孩們使用，並追擊麥斯等人的車輛，卻被前方已翻車的武裝運輸車使兩輛更大的車輛倒下壓碎。

## 武器與配備
他身著主力巡警隊黑色騎士皮革夾克（在《迷霧追魂手》劇情後他割斷了右手袖子改成橄欖球護肩於第二部《公路戰士》初登場的造型）與皮褲、手套和主力巡警隊巡警的黑色長靴，在《衝鋒飛車隊續集》裡可以明顯看見黑色夾克已經破損不堪。在電影開頭時他出現在沙漠已改變服裝穿著，戴上了頭巾與斗篷防止沙塵暴，可以防止他在近身搏鬥與光線傷害（曬傷）時所受到傷害的基本衣著。
在麥斯還在主力巡警隊任職時，武器則是攜帶史密斯威森28型左輪手槍，但是他卻從未使用過。在潔西與斯普格死後，第二部攜帶薩維奇/史蒂文斯311A削短型獵槍。在《衝鋒飛車隊》時，他穿戴著薩姆·布朗的皮帶、皮肩，並攜帶著月牙型狀的扳手、英國陸軍戰鬥短刀、開鎖工具、消防隊的工具、雙筒望遠鏡等放置在他的皮靴上，他除了攜帶上述物品與這把史蒂文斯311A型獵槍中途還獲得了 Mark II 戰鬥短刀。之後在蠻荒之中與其他飛車份子中的戰鬥還獲得了更多武器，而這些武器在《衝鋒飛車隊續集》時遭到敵人沒收。在《衝鋒飛車隊續集》，他換了新的皮靴與新的皮套，另外攜帶了彈藥肩帶與舊式英國警察皮肩，但他在本集中所獲得的大量武器毛瑟C96手槍、韋伯利左輪手槍、史密斯威森29型左輪手槍、弩、刀，包含自己的獵槍與蓋革計數器，全部遭到敵人沒收，但是他還藏了兩把武器，分別是一把在改編小說中被稱為Livesaver的小刀與海軍船艦的短鋼管。

## 電影

### 迷霧追魂手
麥斯·洛克坦斯基是一位主力巡警隊（MFP）巡警，維護位於澳大利亞公路的和平。麥斯他很安靜，幾乎很少說話，他似乎不會注重自己工作的名譽。他與他的妻子潔西有一個家庭，擁有一位年幼的兒子斯普格（澳大利亞俚語，意為「孩子」）。表面上麥斯他是主力巡警隊中最好的一名巡警，因為他冷酷無情的追捕罪犯獲得了大量的功績。有天「斷指老大」托卡特率領的飛車黨成員強尼小子襲擊了他的同事吉姆·「古斯」·雷恩並慘遭活活燒死，使「古斯」在主力巡邏隊殉職，並讓麥斯產生恐懼，暫時離職主力巡警隊。這時這群飛車份子橫衝直撞，遇見了已去度假的潔西與斯普格，原本潔西帶著兒子斯普格逃命，但慘遭殺害，趕到現場的麥斯痛不欲生與憤怒，回到了主力巡警隊的車庫開出警車「V8攔截者」，將對這群橫行的飛車份子復仇。

### 衝鋒飛車隊
在這部電影中，延伸第一部《迷霧追魂手》劇情的五年後，文明社會已經崩毀，麥斯在他的荒郊新家徘徊著，他靠他的追蹤能力發現了一個偏遠的一群人駐守的石油鑽探站和煉油廠遭猛格大王所率領的摩托車團「猛格族」搶劫。幾乎失去了所有剩餘家當的他，包括他的狗和他的車V8攔截者，同意這裡的居民幫助他們逃離猛格族的搶劫。雖然這次麥斯失去了所有的一切，但他還是發揮人性願意幫助他人，最後還是選擇繼續在地球上孤單流浪著。

### 衝鋒飛車隊續集
在《衝鋒飛車隊2》的故事後十五年，麥斯一直在內陸地區流浪，他的巡警制服已破爛不堪但依然穿在身上，直到他流浪到巴特鎮─一處由控制水源的女霸王安特姨娘（蒂娜·特纳飾）統治的城鎮，安特姨娘僱傭麥斯打倒控制城鎮電力的一方之霸「馬斯克煞星」，但麥斯在發現馬斯克煞星其實是個侏儒老人「馬斯特」指使的智能障礙者「布萊斯特」後不願痛下殺手的舉動違反了城鎮的暴力律法，導致他被支身放逐到沙漠深處。麥斯在沙漠中幾乎死去，所幸被一群孩子所救，這些孩子在核子戰爭時幸運地隨一架迫降的飛機來到一處遺世山谷而生存，並誤把麥斯當作當年外出求救的飛機駕駛，要前來將他們帶往他許諾的文明世界樂園；麥斯試圖向孩子們解釋外界已無樂園可言，但卻無法阻止較大的孩子盲目的闖進荒野，並被迫與安特姨娘再次狹路相逢...

### 瘋狂麥斯：憤怒道

在第四部《瘋狂麥斯：憤怒道》由湯姆·哈迪飾演的瘋狂麥斯

由於與前作的拍攝隔了將近30年，湯姆·哈迪取代了梅爾·吉勃遜扮演這位孤獨的公路戰士，電影的開頭隱晦地提及了劇情和前三部有所關聯，而兩部續集之間某些未敘明的遭遇使麥斯飽受那些「被拋棄的人們」的哀號與幻覺的折磨。
在片中，再次交上惡運的麥斯遭到了軍閥不死老喬手下半衰期戰爭男孩的襲擊而被俘，並因他o型陰性的血型被當成輸血的活血袋。雖然老喬旗下指揮官芙莉歐莎叛逃為他製造了脫逃的機會，但麥斯很快就發現他的命運竟與芙莉歐莎以及五名不願繼續為奴的女子連在一起...

### 芙莉歐莎：瘋狂麥斯傳奇篇章
故事為《瘋狂麥斯：憤怒道》的前傳，主要敘述指揮官芙莉歐莎的起源故事。麥斯在片中短暫現身，作為一名荒漠中孤獨的流浪戰士，他遠遠地看著受傷的芙莉歐莎艱難地走回城堡。

## 媒體

### 反應
在《娛樂周刊》位列第十個人物於2009年4月的前二十名最酷的英雄在「流行文化」的名單上，指出「在一個世紀末過後的世界，每個人都為了奪取石油進行一場殊死搏鬥，你就需要一名像這樣的人...你知道的....好一個壞蛋。」，而該雜誌上還列出了由凱文·科斯納在電影《未來水世界》裡的角色「水手」被描述模仿成麥斯·洛克坦斯基的後裔。

### 電子遊戲
- 1990年GameFAQs發行「衝鋒飛車隊」電子遊戲。
- 2015年華納兄弟娛樂有限公司發行「衝鋒飛車隊」電子遊戲，請詳見「衝鋒飛車隊#衍生游戏」。

### 其他
- 麥斯·洛克坦斯基亦出現在2009年電影《守護者》中的一小幕，為智謀者（Ozymandias）基地的多個電視螢幕中的其中一個螢幕正在播放《衝鋒飛車隊》，麥斯和敵人皆有亮相。
- 2013年電影《華爾街之狼》中曾有提過「瘋狂麥斯」一詞，為主角父親的外號。
- 2018年末，Rockstar Games在《侠盗猎车手Online》的游戏更新——《竞技场之战》中，新增了部分以《疯狂的麦克斯》系列为原型的载具，其中包括麦克斯的Pursuit Special，在游戏中名为“凯撒大帝”（Imperator）。

## 外部連結
- 互联网电影数据库上麥斯·洛克坦斯基的资料
- 衝鋒飛車隊歸來之狂怒之路 （页面存档备份，存于）
- 衝鋒飛車隊電子遊戲2014年預告 （页面存档备份，存于）